# 1999 CE52
1999 CE52 är en asteroid i huvudbältet som upptäcktes den 10 mars 1999 av LINEAR i Socorro County, New Mexico.
Asteroiden har en diameter på ungefär 5 kilometer.